# Märchen enden gut
Oonagh är ett studioalbum av Oonagh. Albumet släpptes den 21 oktober 2016.

## Låtlista
| Nr  | Titel                                    | Performer(s) | Längd |
| --- | ---------------------------------------- | ------------ | ----- |
| 1.  | Aulë und Yavanna                         | Oonagh       | 3:36  |
| 2.  | Numenor                                  | Oonagh       | 3:44  |
| 3.  | Das Mädchen und die Liebe feat. Santiano | Oonagh       |       |
| 4.  | Niënna                                   | Oonagh       |       |
| 5.  | Der fahle Mond                           | Oonagh       |       |
| 6.  | Weise den Weg                            | Oonagh       |       |
| 7.  | Zeit der Sommernächte                    | Oonagh       |       |
| 8.  | Märchen enden gut                        | Oonagh       |       |
| 9.  | Das Mädchen und der Tod                  | Oonagh       |       |
| 10. | Wir sehn uns wieder                      | Oonagh       |       |
| 11. | Tanz mit mir                             | Oonagh       |       |
| 12. | Nachtigall                               | Oonagh       |       |
| 13. | Gayatri Mantra                           | Oonagh       |       |
| 14. | Sing mir deine Lieder                    | Oonagh       |       |
| 15. | Laurië lantar                            | Oonagh       |       |
| 16. | Wächter vor dem Tor                      | Oonagh       |       |
| 17. | Stroh zu Gold                            | Oonagh       |       |
| 18. | Sonnenwendnacht                          | Oonagh       |       |